# Каприз по италиански
„Каприз по италиански“ (на италиански: Capriccio all'italiana) е италиански филм - антология от 1968 г., съдържащ шест отделни сегмента без сюжетна връзка помежду им, режисирани от Марио Моничели, Пиер Паоло Пазолини, Мауро Болонини, Стено, Пино Дзак и Франко Роси.

## Сюжет

### Бавачката
Бавачката не иска възпитаниците ѝ да четат комикси със сатанинско и дяволско съдържание и в замяна им разказва класически приказки на Шарл Перо, които обаче предизвикват у децата страх, ужас и сълзи.

### Неделното чудовище
Един възрастен джентълмен, който има навика да се подстригва два пъти седмично, да се бръсне, да ходи чист и спретнат и напарфюмиран, мрази модата на хипитата.

### Защо
Жена и мъж в кола са в страхотно задръстване. Жената непрекъснато кара мъжа да мине по-напред и да изпреварва.

### Какви са облаците
Историята е преразказ на пиесата „Отело“ от Шекспир, която се играе от група кукли, които интерпретират ролите на сцената, но зад кулисите те си задават въпроси за това защо правят онова което правят.

### Делова екскурзия
Сегментът е смес между анимационен и игрален филм. Кралицата отива на посещение в африканска страна, още на летището тя държи реч, но обърква името на държавата, при което е вероятно да бъде линчувана.

### Ревност
Силвана вярва, че нейният съпруг Паоло ѝ изневерява и постоянно го преследва.

## Епизоди и режисьори
| Режисьор               | Име                  | Име в оригинал             |
| ---------------------- | -------------------- | -------------------------- |
| Марио Моничели         | „Бавачката“          | „La bambinaia“             |
| Стено                  | „Неделното чудовище“ | „Il mostro della domenica“ |
| Мауро Болонини         | „Защо?“              | „Perché?“                  |
| Пиер Паоло Пазолини    | „Какви са облаците?“ | „Che cosa sono le nuvole?“ |
| Пино Дзак, Франко Роси | „Делова екскурзия“   | „Viaggio di lavoro“        |
| Мауро Болонини         | „Ревност“            | „La gelosa“                |

## В ролите

### Бавачката
| Актьор          | Роля      |
| --------------- | --------- |
| Силвана Мангано | Бавачката |

### Неделното чудовище
| Актьор       | Роля                 |
| ------------ | -------------------- |
| Тото         | Възрастният господин |
| Уго Д'Алесио | Комисарят            |
| Данте Маджо  | Бригадирът           |

### Защо
| Актьор          | Роля                 |
| --------------- | -------------------- |
| Силвана Мангано | Съпругата на шофьора |
| Енцо Маринани   | Шофьорът             |

### Какви са облаците
| Актьор           | Роля        |
| ---------------- | ----------- |
| Тото             | Яго         |
| Нинето Даволи    | Отело       |
| Лаура Бети       | Дездемона   |
| Франко Франки    | Касио       |
| Чичо Инграсия    | Родриго     |
| Доменико Модуньо | Боклукчията |
| Карло Пизакане   | Брабанцио   |
| Адриана Асти     | Бианка      |
| Марио Чиприани   | Буратино    |

### Делова екскурзия
| Актьор          | Роля      |
| --------------- | --------- |
| Силвана Мангано | Кралицата |

### Ревност
| Актьор              | Роля    |
| ------------------- | ------- |
| Валтер Киари        | Паоло   |
| Ира фон Фюрстенберг | Силвана |